# Monasterio de Santiago (Ermelo)
El monasterio de Santiago de Ermelo fue un cenobio de la orden benedictina que existió en la parroquia de Ermelo, en el municipio de Bueu. Actualmente el monasterio ha desaparecido y sólo se conserva la iglesia.
Su oscuro origen se remonta a la Alta Edad Media, probablemente en el siglo X, aunque las siguientes referencias documentadas a este monasterio datan de los primeros años del siglo XII, y se pueden rastrear hasta finales del siglo XV, cuando se anexionó al cercano monasterio de San Juan de Poyo. A partir de este momento, las referencias documentales ya no lo califican como monasterio sino como priorato del monasterio de Poyo.
En la iglesia existen dos inscripciones epigráficas, piezas de altísimo valor histórico para Galicia, tanto por su excelente estado de conservación como por su contenido.

ECLA : NEMPE : ISTA : OMNNO : RESTAVRATA : ESSE : CREDATUR : SICUT : INPRESENTI : MANET : IACOBI : APSLI : ADFREDENANDUS : ABBA : ETAB : ARIAS : SAUARIEZI
 Inscripción epigráfica izquierda de la Iglesia de Santiago de Ermelo.

Téngase por seguro que esta iglesia de Santiago Apóstol fue restaurada en su totalidad, tal y como ahora está, en tiempos de los abades Fernando y Arias Savariz.
 Traducción de la inscripción epigráfica izquierda de la Iglesia de Santiago de Ermelo.

TOLETUM : REGNANTE : INPERATORI : ADEFONSO : GALECEA : LIMITE : RAIMVNDVS : DIDAGUS : SCDS : EPS : ERA : IA : C : XLA : II : FREDENANDS : TEF
 Inscripción epigráfica derecha de la Iglesia de Santiago de Ermelo.

Reinando en Toledo el emperador Alfonso; siendo Raimundo de Borgoña conde de Galicia; siendo obispo de Compostela Diego Segundo Gelmírez. Era 1142 (año 1104). El maestro Fernando edificó esta iglesia.
 Traducción de la inscripción epigráfica derecha de la Iglesia de Santiago de Ermelo.

Esta inscripción es una de las únicas tres existentes que hacen referencia al obispo Gelmírez y, de todas ellas, la más completa y mejor conservada. Además, ésta es la primera vez que aparece la palabra «Galicia» inscrita en piedra en la Edad Media.
Gelmírez, siendo obispo de Santiago de Compostela, mandó restaurar y edificar diversas iglesias gallegas, por lo que se entiende que esta restauración fue parte de dicha actividad. Probablemente, tras las destrucciones ocasionadas por incursiones normandas. Además, es probable que tras la restauración bajo el mandato del obispo, principal patrocinador del culto jacobeo, se produjese el cambio de la antigua advocación de la iglesia por la final de Santiago.
La iglesia original era de estilo prerrománico y tras la restauración del año 1104 se transformó en una iglesia de estilo románico. Sin embargo, la iglesia actual se debe a una restauración muy posterior ejecutada en el año 1774 en estilo barroco.
Pergaminos de los siglos XIII y XIV indican que el monasterio vivió durante esos años una época de cierta estabilidad y esplendor bajo la regla benedictina.
Hacia finales del siglo XIX, en el marco de la Desamortización, y tras una lenta agonía, el antiguo monasterio de Ermelo deja de considerarse priorato y pasa a convertirse en una simple iglesia parroquial rural. Ya más recientemente, se convirtió en un anexo de la vecina parroquia de Santa María de Cela.
Aunque no se conserva mucha documentación del monasterio de Ermelo, se sabe que inicialmente recibiría una donación del monarca o la nobleza del entorno y posteriormente la concesión de ciertos privilegios, como era habitual en los monasterios. Una vez establecido, también recibiría donaciones de devotos así como el establecimiento de contratos con condiciones ventajosas que permitirían el enriquecimiento de ciertas familias del entorno.
El área de influencia del monasterio abarcaría las zonas de Bueu, Moaña y Cangas, alcanzando incluso la península del Salnés.